# 硃批

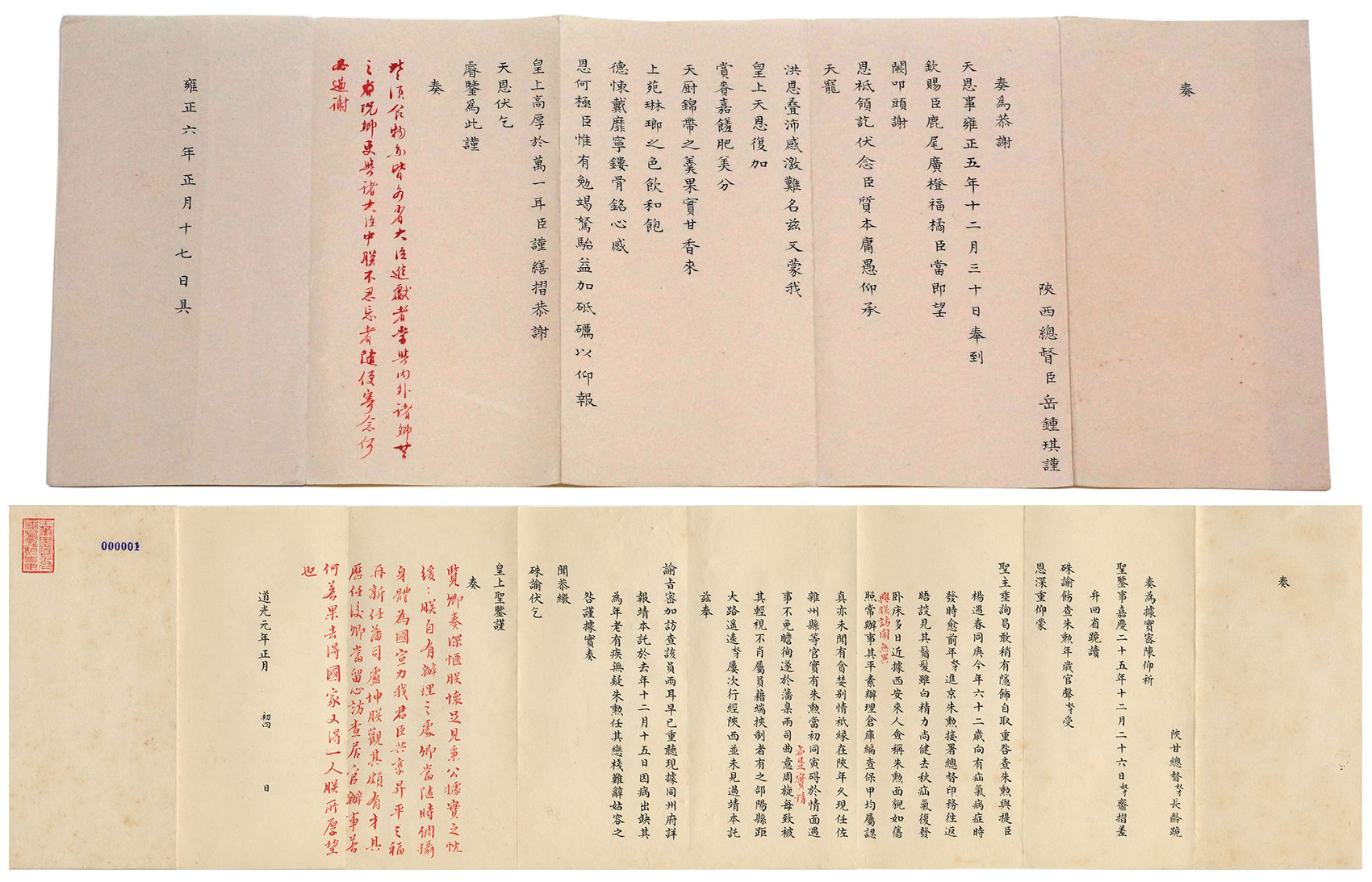
硃批奏摺。

硃批，皇帝用硃砂紅筆批閱的奏摺，稱為「硃批奏摺」或「硃批諭旨」，簡稱「硃批」。奏摺是大臣對皇帝的一種報告。這些檔案習稱「宮中檔」。“知道了”或滿文“ᠰᠠᡥᠠ”（saha）是皇帝批閱大臣奏摺的常用語，表示所奏之事「朕」知道了。又如「該部知道」、「該部議奏」，則是將案件轉交其他部門處理。